# Earres Prince
Earres Martin Prince (* 26. September 1896 in Jackson (Missouri); † 23. April 1957 in New York City) war ein amerikanischer Jazzpianist.
Earres spielte ab Mitte der 1920er-Jahre u. a. im Cotton Club Orchestra, The Missourians, bei Cab Calloway (1930/31), Jean Calloway, Harry Dial (1946) und Lawrence Lucie; ferner wirkte er bei Aufnahmen von Edith Wilson und Sara Martin mit. Im Bereich des Jazz war er von 1925 bis 1947 an 20 Aufnahmesessions beteiligt, außerdem mit The Four Buddies („It Could Have Been Me“). Ferner schrieb er Titel wie „How Blind Can You Be“ (mit Clyde L. Otis) und „Swinging the Swing“ (mit Charlie Stamps), den er mit Harry Cooper aufnahm.